# Roland Fankhauser
Roland Fankhauser (* 27. Dezember 1967 in Basel) ist ein Schweizer Rechtswissenschaftler. Er ist Anwalt und Hochschullehrer an der Universität Basel.

## Leben
Nach der Matura Typus C am Gymnasium Münchenstein 1986 studierte Fankhauser von 1987 bis 1992 Rechtswissenschaften an der Universität Basel. 1995 absolvierte er das Advokaturexamen im Kanton Basel-Stadt und arbeitete anschliessend in Basel als Anwalt. 1999 promovierte er berufsbegleitend bei Franz Hasenböhler. Von 2001 bis 2002 absolvierte er einen LL.M. an der Universität Zürich.
Ab 2003 war er Lehrbeauftragter an der Universität Basel; ab 2005 bis 2010 wurde er schliesslich Assistenzprofessor an der Universität Basel. Nach seiner Habilitation bei Ingeborg Schwenzer erteilte ihm die Universität Basel im Oktober 2010 die Venia docendi für die Fächer Zivilrecht und Zivilverfahrensrecht. Kurz darauf wurde Fankhauser Extraordinarius für Privatrecht an derselben Universität. Nachdem er einen Ruf der Universität Zürich an den Lehrstuhl für Zivil- und Zivilverfahrensrecht abgelehnt hatte, wurde er im Oktober 2013 zum ordentlichen Professor für Zivil- und Zivilprozessrecht an der Juristischen Fakultät der Universität Basel.
Fankhausers Forschungsschwerpunkte liegen vor allem im Familienrecht, im Familienverfahrensrecht, im Erbrecht und im Personenrecht. Er ist Herausgeber eines Praxiskommentars zur Scheidung und Autor diverser Kommentierungen zum schweizerischen Privatrecht.

## Werke (Auswahl)
- Roland Fankhauser: Die einverständliche Scheidung nach neuem Scheidungsrecht: Voraussetzungen, Verfahren, Nebenfolgenvereinbarung, Rechtsmittel. Helbing Lichtenhahn Verlag, Basel 1999, ISBN 978-3-7190-1847-4 (Dissertation).
- Roland Fankhauser: Die Ehekrise als Grenze des Ehegattenrechts. Eine Studie an der Schnittstelle zwischen Ehe- und Erbrecht. Stämpfli, Bern 2011, ISBN 978-3-7272-2865-0 (Habilitation).
- Roland Fankhauser, Ingeborg Schwenzer (Hrsg.): FamKomm Scheidung. 3. Auflage. Stämpfli, Bern 2017, ISBN 978-3-7272-2886-5 (2380 S.).